# Jürgen Utikal
Jürgen Utikal (* 19. Juni 1955 in Perleberg) ist ein ehemaliger deutscher Leichtathlet, der sich auf den 400-Meter-Lauf spezialisiert hatte.
Jürgen Utikal startete für den SC Dynamo Berlin. Bei den Junioreneuropameisterschaften 1973 in Duisburg wurde er über 400 Meter Zweiter hinter dem Belgier Alfons Brydenbach. Die 4-mal-400-Meter-Staffel der DDR mit Udo Gehrmann, Erwin Gohlke, Jürgen Utikal und Dietmar Krug siegte vor der polnischen Staffel und stellte in 3:06,77 Minuten einen neuen Juniorenweltrekord auf. 1974 wurde Utikal Zweiter der DDR-Meisterschaften hinter Andreas Scheibe. Bei den Europameisterschaften 1974 in Rom schieden Scheibe und Utikal im Halbfinale über 400 Meter aus. Die 4-mal-400-Meter-Staffel mit Reinhard Kokot, Benno Stops, Jürgen Utikal und Andreas Scheibe belegte den vierten Platz mit vier Zehntelsekunden Rückstand auf die Drittplatzierten. Von 1973 bis 1977 trat Utikal elfmal im Nationaltrikot an. 1977 gewann er den DDR-Meistertitel über 400 Meter. Seine persönliche Bestleistung von 45,98 Sekunden lief Utikal am 25. Juni 1977 in Karl-Marx-Stadt.